# Воден (Пловдивская область)
Воден (болг. Воден) — село в Болгарии. Находится в Пловдивской области, входит в общину Первомай. Население составляет 654 человека.

## Политическая ситуация
В местном кметстве Воден, в состав которого входит Воден, должность кмета (старосты) исполняет Фикрет Акиф Шакир (Движение за права и свободы (ДПС)) по результатам выборов.
Кмет (мэр) общины Первомай — Ангел Атанасов Папазов (коалиция партий: Союз свободной демократии (СДС), Земледельческий народный союз (ЗНС)) по результатам выборов.